# Pseudogen
Pseudogen je sekvence DNA, která je podobná genu, ale nedochází k jejímu přepisování v RNA (transkripci). Pseudogeny vznikají zpravidla určitou mutací, a to zejména v oblasti promotoru, regulační sekvence, nebo sice RNA vzniká, ale je následně degradována.
Lidský genom obsahuje až 20 000 pseudogenů, octomilka zřejmě mnohem méně. K pseudogenům patří například některé bývalé geny pro globuliny alfa, beta a ksí, Vκ podjednotky imunoglobulinů, aktinů a tubulinů, atd. Obvykle pseudogeny už žádnou funkci nemají, ale v určitých případech zřejmě mohou regulovat expresi příbuzných genů tím, že inhibují represor nebo blokují RNázu.